# Mông Vũ
Mông Vũ (chữ Hán: 蒙武; ? - ?) là danh tướng nước Tần thời Chiến Quốc. Nguyên quán ở nước Tề, cha là Mông Ngao, con là Mông Điềm với Mông Nghị đều nối đời làm tướng và lập rất nhiều chiến công cho nước Tần.

## Binh nghiệp
Năm 224 TCN Mông Vũ làm tỳ tướng cùng với Vương Tiễn dẫn 60 vạn quân tiến đánh nước Sở, tiêu diệt quân chủ lực của Sở tại đất Kỳ, khiến đại tướng nước Sở là Hạng Yên tử trận. Năm 223 TCN lại cùng với Vương Tiễn mang quân đánh Sở, một lần nữa phá tan quân Sở, bắt sống Sở vương Phụ Sô, nước Sở diệt vong. Đất đai xưa kia của Sở được chia làm ba quận. Đấy là thuyết được sử dụng tương đối nhiều khi ghi chép về ông trong Sử ký.
Còn quá trình diệt Sở cụ thể thì theo như thiên Tần Thủy Hoàng bản kỷ trong Sử ký ghi là: Năm 224 TCN Vương Tiễn, Mông Vũ dẫn binh đánh phá nước Sở, phá tan quân Sở, bắt sống Sở vương Phụ Sô, chiếm được một vùng đất rộng lớn từ Trần tới Bình Dư, trong một thời gian ngắn diệt được nước Sở. Đích thân Tần Thủy Hoàng tới thị sát cả một vùng đất Dĩnh và Trần. Hạng Yên bèn lập Xương Bình quân làm Sở vương, rồi khởi binh chống Tần tại vùng Hoài Nam, tuyên bố phục hồi nước Sở. Năm 223 TCN Vương Tiễn, Mông Vũ lại phá tan quân Sở một lẫn nữa, giết chết Xương Bình quân, Hạng Yên khóc than rồi tự sát theo, nước Sở hoàn toàn diệt vong.

## Gia tộc
Mông Vũ xuất thân con nhà võ tướng, gia tộc này nguyên quán là người nước Tề, cha là Mông Ngao đã đến nước Tần từ thời Tần Chiêu Tương vương, trở thành tướng lĩnh trứ danh của nước Tần. Mông Ngao từng cầm quân đánh phá các nước Ngụy, Hàn, Triệu nhiều lần, giúp cho nước Tần đoạt được rất nhiều thành trì và đất đai. Nhờ đó mà được phong làm Thượng khanh, là một trong những tướng lĩnh quan trọng nhất nước Tần đầu thời Tần Chiêu Tương vương và Tần Thủy Hoàng.
Con là Mông Điềm cũng là một danh tướng của nước Tần, từng có công đẩy lùi Hung Nô với xây dựng Trường Thành, trở thành tướng lĩnh quan trọng nhất đương thời nhà Tần thời kỳ cuối đời Tần Thủy Hoàng. Người con khác là Mông Nghị đã từng cầm quân và nhậm chức Thượng khanh. Tương đối mà nói thì tiếng tăm của ông so với Mông Ngao thì hơi ít, tuy ghi chép trong lịch sử không nhiều, nhưng được xem là một tướng lĩnh trọng yếu đương thời của nước Tần, đối với việc thành lập nhà Tần cũng có ít nhiều công lao.